# Острув-Мазовецка (гмина)
Острув-Мазовецка (пол. Ostrów Mazowiecka) — сельская гмина (волость) в Польше, входит как административная единица в Острувский повет, Мазовецкое воеводство. Население — 12 735 человек (на 2004 год).

## Демография
| Перепись                       | Всего   | Всего | Женщины | Женщины | Мужчины | Мужчины |
| ------------------------------ | ------- | ----- | ------- | ------- | ------- | ------- |
| Единицы                        | человек | %     | человек | %       | человек | %       |
| Население                      | 12 735  | 100   | 6329    | 49,7    | 6406    | 50,3    |
| Плотность населения (чел./км²) | 44,9    | 44,9  | 22,3    | 22,3    | 22,6    | 22,6    |

## Сельские округа
1. Антонево
2. Бель
3. Буды-Грудзе
4. Дыбки
5. Фидуры
6. Гуты-Буйно
7. Ясеница
8. Елене
9. Елёнки
10. Калиново
11. Калиново-Парцеле
12. Коморово
13. Козики
14. Козики-Майдан
15. Кусковизна
16. Липники
17. Нагошевка-Друга
18. Нагошевка-Первша
19. Нагошево
20. Нескуж
21. Нова-Грабовница
22. Нова-Осухова
23. Нове-Любеево
24. Палапус-Шляхецки
25. Палапус-Влосчаньски
26. Подбоже
27. Попелярня
28. Пульки
29. Просеница
30. Пшиймы
31. Рогузня
32. Сельц
33. Смолехы
34. Стара-Грабовница
35. Стара-Осухова
36. Старе-Любеево
37. Сток
38. Суленцин-Колёня
39. Угнево
40. Виснево
41. Закшевек
42. Залесе

## Соседние гмины
1. Гмина Анджеево
2. Гмина Браньщик
3. Гмина Брок
4. Гмина Червин
5. Гмина Длугосёдло
6. Гмина Малкиня-Гурна
7. Острув-Мазовецка
8. Гмина Стары-Люботынь
9. Гмина Шумово
10. Гмина Вонсево
11. Гмина Зарембы-Косцельне